# Enan Galaly
Enan Raouf El-Galaly (født 1. januar 1947 i Cairo, Egypten, død 20. juni 2024 i Danmark) var en dansk-egyptisk erhvervsmand, der var leder af Helnan Hotels-koncernen.
Galaly voksede op i Cairo. Som 20-årig forlod han sit hjemland og bosatte sig i Wien, hvor han fik arbejde som opvasker på Hotel Imperial. Ved siden af opvaskerjobbet gik han med aviser, og dette dobbeltjob gjorde, at han en dag kom 10 minutter for sent til hotellets køkken. Det udløste en fyreseddel.
Galaly tomlede i 1967 til Danmark og kom til Odense, hvor han blev opvasker ved det socialdemokratiske Kongreshuset. Dernæst kom han til Hotel Hvide Hus i Aalborg, hvor han arbejdede sig op til at blive koncernchef for hotelkæden. Siden etablerede han Helnankæden, der har hoteller i Skandinavien, Mellemøsten, Nordafrika og USA. 
Han havde igennem mange år et nært venskab med Prins Henrik.
17. december 2004 blev han Ridder af Dannebrog i sin egenskab af bestyrelsesformand for Helnan International.
Han døde under et ophold i Danmark, men vil blive begravet i Egypten.